# Bredviken, Helsingfors

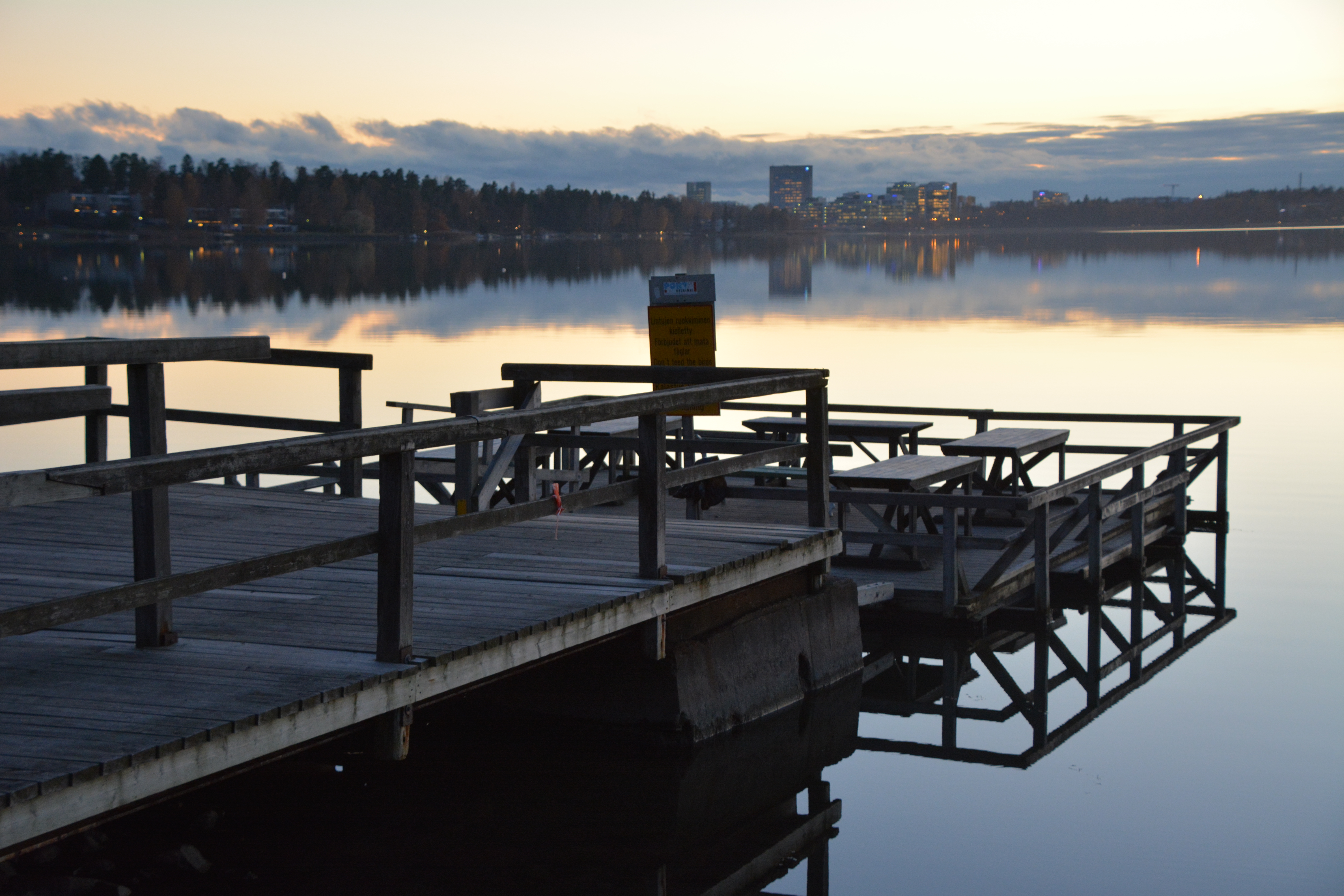
Bredviken sedd från Munksnäs med utsikt mot kontoren i Kägeludden

Bredviken (finska: Laajalahti) är en cirka 5 km lång och 3 km bred havsvik mellan Helsingfors och Esbo som breder ut sig norrut från Finska viken.
Viken separeras från öppna havet av Björkholmen och Hanaholmen samt av Västerledens vägbank och broar som har byggts över dessa holmar mellan fastlandet och Drumsö. Vidare norrut sträcker sig ytterligare Stora Hoplaxviken som snörs av av holmen Tarvo, samt av Åboledens vägbank och broar. Bredviken och Fölisöfjärden skiljs åt av en kedja holmar på Bredvikens östra sida: Granö, Lövö, Svedjeholmen och Drumsö. 
Vid Bredvikens strand ligger stadsdelen Munksnäs i Helsingfors och på Esbosidan stadsdelen Bredvik, som fått sitt namn av havsviken, samt stadsdelarna Otnäs och Kägeludden. Vid vikens norra strand ligger Gallen-Kallelamuseet (Tarvaspää) och Villa Elfvik. 
Vikens västra strand är mycket låglänt och bildar en våtmark som ibland översvämmas. Den hör till de bästa fågelvattnen i huvudstadsregionen. Där häckar stora mängder fåglar och fåglar stannar också där under sin flytt. På området har det 1,8 kvadratkilometer stora Bredvikens naturskyddsområde grundats. På skyddsområdet finns både öppet vatten, vassruggar, strandlundar och strandängar. Fåglar kan observeras från fågeltorn som byggts på området.